# Chiesa di Santa Maria Mediatrice
La chiesa di Santa Maria Mediatrice è un luogo di culto cattolico della città di Roma, situato nel quartiere Aurelio in via di Santa Maria Mediatrice, sul colle del Gelsomino. La chiesa è annessa alla Curia generalizia dei frati minori francescani, che ne sono i proprietari.
L'edificio è stato costruito su progetto dell'architetto Giovanni Muzio tra il 1942 ed il 1950.

## Descrizione
L'esterno si presenta in laterizio con elementi in travertino, che inquadrano il portale d'ingresso in un doppio ordine di colonne.
L'interno è composto di due aule separate da un possente arco trionfale in onice apuana che richiama quello in facciata, composto da un doppio ordine di colonne, sotto il quale è posto l'altare maggiore: la prima aula, a pianta ottagonale su base quadrata, è sovrastata da una cupola, e svolge la funzione di navata della chiesa adibita a raccogliere i fedeli che assistono alle celebrazioni religiose; la seconda aula, a pianta rettangolare con soffitto a cassettoni e stalli per i frati, ha funzione di coro per accogliere la comunità dei francescani. Intorno a quest'ultima, si sviluppa un ambulacro (sormontato da un matroneo) lungo il quale vi sono numerosi altari destinati alle celebrazioni private della messa.
L'interno della cupola è rivestito di mosaici, opera di Giorgio Quaroni, Adriano Alessandrini e Ugo Chyurlia, con la raffigurazione della Vergine in trono tra santi, angeli e profeti ed i simboli dei quattro evangelisti. Due gli altari laterali dell'aula ottagonale: in quello di sinistra vi è un altorilievo di Francesco Nagni raffigurante Maria mediatrice tra il Cristo e l'umanità sofferente; nell'altare di destra un'opera di Ivan Meštrović raffigurante le Stigmate di san Francesco risalente al suo periodo romano negli anni 40. Nel coro è posto un notevole affresco di Gisberto Ceracchini con l'Apoteosi dell'Ordine minore con, sulla parete di fondo, Maria regina dell'ordine minore. La via Crucis è di Domenico Mastroianni.
Nella chiesa si trova l'organo a canne Mascioni opus 618, costruito nel 1946. Lo strumento è a trasmissione elettrica e la sua consolle, collocata al centro del coro, ha tre tastiere di 61 note ciascuna e pedaliera concavo-radiale di 32 note. Il materiale fonico si articola in due corpi contrapposti, sui matronei laterali del coro.